# A.C.D. Union Ripa La Fenadora
Associazione Calcio Dilettantistica Union Ripa La Fenadora là một câu lạc bộ bóng đá Ý có trụ sở tại Seren del Grappa, Veneto.

## Lịch sử

### Thành lập
Ripa La Fenadora được thành lập vào tháng 7 năm 2008, sau khi sáp nhập giữa AC Seren La Fenadora và ACD Ripa 2000. Đội bóng mới đăng ký trong giải Eccellenza.

### Serie D
Trong mùa giải 2012-13, đội đã được thăng hạng lần đầu tiên từ Eccellenza Veneto đến Serie D để lấp chỗ trống đã tạo.

### Hòa tan
Ngày 1 tháng 5 năm 2016, Union Ripa Fenadora hợp nhất với Feelreseprealpi, tạo ra câu lạc bộ mới ASD Union Feelre.

## Màu sắc và huy hiệu
Màu sắc của đội là đen và xanh lá cây.